# M.U.L.E.
M.U.L.E. è un videogioco strategico a turni della Ozark Softscape, pubblicato nel 1983 dalla Electronic Arts. Fu originariamente scritto per Atari 400/800, e successivamente convertito per Commodore 64, Nintendo Entertainment System e altri.

## Modalità di gioco
Ambientato sull'immaginario pianeta Irata (Atari al contrario), un piccolo pianeta in via di colonizzazione, il gioco è un esercizio dell'economia della domanda e offerta applicato a una competizione che coinvolge i quattro giocatori, con il computer che occupa automaticamente tutti i posti lasciati vacanti da giocatori umani. Ai giocatori è data la possibilità di scegliere la razza dei propri coloni, fra Mechtron, Gollum, Packer Bonzoïd, sferoidi, Flapper, Leggite e umanoidi. Ogni razza ha vantaggi e svantaggi, e va scelta in base alla strategia che il giocatore intende attuare. All'inizio del gioco, il protagonista comandato dal giocatore è fornito di 1000 $ in contanti, da spendere per cibo ed energia. Per vincere la partita con il massimo dei punti, non è sufficiente solo accumulare quanta più ricchezza, ma anche collaborare con gli altri giocatori per la sopravvivenza della colonia.
Fondamentale nel gioco è l'acquisto e l'utilizzo dei robot "M.U.L.E." (Multiple Use Labor Element, "elemento di manodopera multiuso", ma la parola mule significa anche mulo) per sviluppare e produrre risorse dai propri terreni. A seconda di come esso è dotato, un M.U.L.E. può essere configurato per la raccolta di energia, alimentari, Smithore (la materia di cui i M.U.L.E. sono costruiti), e Crystite (un minerale prezioso disponibile solo nella modalità "Torneo"). I giocatori devono equilibrare l'offerta e la domanda di ognuno di questi elementi, comprando ciò di cui hanno bisogno, e vendendo ciò di cui non hanno bisogno. I giocatori possono anche decide di creare una scorta, rifiutandosi di vendere i propri prodotti agli altri giocatori o al negozio, aumentando così il prezzo del prodotto nei turni successivi. Soltanto la Crystite non viene influenzata da considerazioni di domanda e offerta, in quanto considerata merce di esportazione.
Ogni risorsa prodotta ha un'utilità che esula la semplice compra-vendita. Per esempio, se un giocatore è a corto di cibo, ci sarà meno tempo da utilizzare durante il proprio turno. Allo stesso modo, se un giocatore è a corto di energia, alcuni lotti di terreno non produrranno nulla, mentre una carenza di Smithore aumenterà il prezzo dei M.U.L.E. al negozio e gli impedirà la creazione di nuovi esemplari.
I giocatori dovranno far fronte anche ad alcuni eventi casuali come le fughe dei M.U.L.E, l'attività delle macchie solari, i furti dei pirati spaziali, i meteorite ed altri eventi che possono avere effetti sia distruttivi che benefici. I giocatori possono anche cacciare i wampus, creature di montagna la cui cattura prevede una ricompensa in denaro. Il gioco presenta un sistema di bilanciamento degli eventi casuali che interessano solo un singolo giocatore, in modo che gli eventi favorevoli non accadono mai al giocatore al primo posto, mentre gli eventi sfavorevoli non accadranno mai al giocatore in ultima posizione. Questa stessa politica di bilanciamento di gioco è applicata nei casi di "pareggi". Quando per esempio due giocatori vogliono comprare una risorsa allo stesso presso, otterrà la vincita il giocatore in posizione meno favorevole.

## Accoglienza
M.U.L.E. fu molto apprezzato dalla stampa specializzata. Nel 1996, Computer Gaming World ha nominato M.U.L.E. come terzo miglior videogioco per computer di tutti i tempi. Ciò nonostante, il gioco vendette soltanto 30000 copie. M.U.L.E. è arrivato quinto nella classifica "Ten Greatest PC Games Ever" (I dieci migliori videogiochi PC) pubblicato sulla rivista PC World nel 2009.